# Nélida
Nélida är en kulle i Antarktis. Den ligger i Västantarktis. Argentina, Chile och Storbritannien gör anspråk på området. Toppen på Nélida är 368 meter över havet.
Terrängen runt Nélida är kuperad åt sydost, men åt nordväst är den platt. Trakten är glest befolkad. Närmaste befolkade plats är Esperanza Base, 9,1 km öster om Nélida.